# Icíar Bollaín
Icíar Bollaín (ur. 12 czerwca 1967 w Madrycie) – hiszpańska aktorka, reżyserka i scenarzystka filmowa. Laureatka Nagrody Goya za reżyserię i scenariusz filmu Moimi oczami (2003). Powodzeniem cieszył się również jej kolejny obraz, Nawet deszcz (2010). Zdobył on 13 nominacji do Nagród Goya i ostatecznie zwyciężył w trzech kategoriach.
Jej partnerem życiowym jest brytyjski scenarzysta filmowy Paul Laverty, stały współpracownik reżysera Kena Loacha.